# Jozef IJsewijn
Jozef A. M. K. IJsewijn (Zwijndrecht, 30 de desembre 1932 – Lovaina, 27 de novembre de 1998) fou un llatinista belga de llengua flamenca. Se'l coneix com a "pare" de l'estudi del neollatí (llatí des dels inicis de l'humanisme en endavant; s. XV en endavant).
IJsewijn va estudiar filologia clàssica a la KU Leuven de Lovaina on es va llicenciar el 1955. Després va obtenir una beca per a escriure la tesi doctoral i va obtenir el doctorat el 1959. En un primer moment es va dedicar a l'estudi de l'antiguitat i la papirologia. Després de ser-ne docent des de 1962, va esdevenir catedràtic de la mateixa universitat de Lovaina a partir de 1967 i fins a la jubilació el 1997.
L'interès pel neollatí va conduir IJsewijn a refundar la revista Humanistica Lovaniensia i donar-li el subtítol de Journal of Neo-Latin Studies. El 1971 va fundar la International Association for Neo-Latin Studies.
La seva obra més coneguda és el Companion to neo-Latin Studies (1977; amb reedicions fins a fer-ne dos volums). I també fou editor de nombrosos textos renaixentistes, com Erasme de Rotterdam, Justus Lipsius, o Joan Lluis Vives.
Va ser membre de la Koninklijke Academie voor Wetenschappen, Letteren en Schone Kunsten i també en fou president, "Fellow" de la British Academy i de l'Academia Europaea; membre estranger de l'Acadèmia de Ciències Finesa, i membre corresponent de la Göttinger Akademie der Wissenschaften.
Va rebre el premi Francqui (1980) i fou nomenat doctor honoris causa per la Universitat de València.

## Publicacions
- De sacerdotibus sacerdotiisque Alexandri Magni et Lagidarum eponymis, 1961
- Companion to neo-Latin Studies, Nova York / Oxford, North Holland Publishing Company 1977
- Companion to Neo-Latin Studies. Part I: History and Diffusion of Neo-Latin Literature. Second entirely rewritten edition. Leuven-Louvain, Leuven UP/ Peeters Press Louvain 1990
- (amb Dirk Sacré): Companion to Neo-Latin Studies. Part II: Literary, linguistic, philological and editorial questions. Second entirely rewritten edition. Leuven-Louvain, Leuven UP 1998.
- (ed. amb Jaques Paquet) The universities in the late Middle Ages, 1978
- (ed.) Erasmus in Hispania, Vives in Belgio: Acta Colloquii Brugensis, 23-26 IX 1985. Ediderunt J. IJsewijn et A. Losada. Lovaina: Peeters, 1986
- Humanism in the Low Countries. A Collection of Studies Selected and Edited by Gilbert Tournoy. (= Supplementa Humanistica Lovaniensia 40). Leuven University Press, Lovaina, 2015 (recull d'articles)
- Humanisme i literatura neollatina: escrits seleccionats, ed. Josep Lluís Barona. València : Universitat de València, 1996 (traducció al català d'estudis seus amb motiu del doctorat honoris causa per la Universitat de València)